# Église Saint-Léger de Munster
Pour les articles homonymes, voir Église Saint-Léger.
L’église Saint-Léger est une église paroissiale catholique située à Munster, dans la circonscription administrative du Haut-Rhin, dans la Collectivité européenne d’Alsace.

## Histoire
La paroisse de Munster est attestée dès le XIIIe siècle, une bulle papale du 13 mars 1261 confirmant son existence tout en l’incorporant à l’abbaye de Munster. Il ne subsiste rien de l’église médiévale, détruite une première fois par un incendie en 1354, puis intégralement reconstruite une nouvelle fois en 1590. À cette date l’église est dédiée au culte protestant, les catholiques ayant été relégués dans l’église abbatiale depuis le traité de Kientzheim en 1575. En 1686, l’église devient mixte et est partagée entre le culte protestant et le culte catholique.
La nef et le chœur sont reconstruits en 1738, puis encore agrandis au début des années 1860. Les travaux se poursuivent avec le rehaussement de la tour d’un niveau et par le renouvellement du maître-autel, la campagne s’achevant en mars 1864. Le simultaneum prend fin peu après, en 1874, les protestants ayant fait construire un temple pour leur propre usage.
En 1973, l’église fait l’objet d’importants travaux d’aménagement intérieur, avec notamment le renouvellement du dallage et la prolongation du chœur dans la croisée des transepts.

## Architecture
L’église est composée d’un clocher-porche précédent une nef à vaisseau central et bas-côtés. Celle-ci rejoint un transept dont la croisée est occupée par le chœur, qui se prolonge dans une abside basse à trois pans flanquée de deux sacristies. L’ensemble est construit en moellons enduits, avec les chaînages d’angle et les éléments taillés en grès rose.
Les trois premiers niveaux de la tour-porche sont la partie la plus ancienne de l’église, qui date encore de l’édifice de 1590. Le deuxième niveau est éclairé de chaque côté par une fenêtre simple en arc brisé sans remplage, tandis que le troisième niveau comporte des baies géminées tout aussi simples. Le quatrième niveau est une adjonction des années 1860 et abrite la chambre des cloches ; il est percé de chaque côté de hautes baies triples en arc brisé munies d’abats-sons. La tour est coiffée d’une flèche de charpente couverte d’ardoise au sommet de laquelle se trouve une croix en fer forgé. Au rez-de-chaussée, la tour est dotée d’un porche ouvrant sur l’extérieur à l’ouest par un arc brisé supporté par des colonnettes et donnant à l’est sur la nef par une simple porte.
La nef est composée d’un vaisseau central plafonné et de bas-côtés charpentés, séparés de chaque côté par quatre arcades en plein-cintre retombant sans transition sur des piles carrées chanfreinées. Les baies éclairant les bas-côtés comme les fenêtres hautes sont toutes de simples baies géminées semblables à celles de la tour.Les mêmes disposition se retrouvent dans le transept, à l’exception que les baies adoptent une forme différente, avec cette fois un remplage à oculus, forme qui se retrouve dans les baies du chœur.

## Mobilier

### Orgues
Le premier orgue de l’église Saint-Léger est construit en 1602 par Anthonius Meutting. Cet instrument, dont la composition est inconnue, est détruit par les Lorrains lorsqu’ils mettent la ville à sac en février 1652. Ce n’est qu’en 1660 qu’un nouvel orgue est commandé au facteur Jacob Eby. Cet orgue est d’abord disposé dans le chœur, puis sur la tribune à l’opposée de celui-ci. Après l’avoir fait régulièrement réparer dans les premières décennies du XVIIIe siècle, le Magistrat de Munster décide de le remplacer par un instrument plus grand et de meilleur qualité. le choix se porte le 27 septembre 1737 sur un instrument conçu par Jodokus von Esch pour l’église de Sainte-Croix-en-Plaine, que cette ville n’était pas en mesure de payer, tandis que l’ancien orgue d’Eby rejoint l’église de Wihr-au-Val. À peine installé, l’orgue de von Esch révéla une sonorité assez mauvaise et de nombreux problèmes nécessitant des réparations coûteuses et régulières. L’instrument est presque entièrement reconstruit par Joseph Callinet en 1839.
Pendant la Première Guerre mondiale, l’orgue est mis à l’abri au musée d’Unterlinden, mais l’étain faisant partie des métaux réquisitionnés pour les besoins de la guerre, les tuyaux sont envoyés ultérieurement à la fonderie. Plutôt que de reconstruire l’ancien orgue, c’est un instrument complètement nouveau qui est commandé après la guerre à la maison Roethinger. Le buffet est toutefois une production locale faite par le sculpteur munstérien Driesbach. Il est inauguré le 14 juillet 1929. Cet orgue a été remplacé en 1986 par un instrument provenant des ateliers Guerrier.

### Vitraux
Les vitraux de la nef et du chœur ont pour la plupart été réalisés en 1863 par Baptiste Petit-Gérard. Ces baies sont organisées selon deux modèles : l’un avec une scène de la Passion au centre et deux médaillons quadrilobés colorés dessus et dessous, le tout sur fond de grisaille ornée de rinceaux, l’autre avec un ou deux personnages représentés en buste dans un médaillon en bas, le reste des panneaux étant ornées de motifs géométriques et de rinceaux en grisaille. Les personnages sélectionnés sont principalement des saints d’importance locale ou régionale : saint Grégoire, saint Léon IX, saint Dagobert, saint Morand, sainte Odile, etc.
À côté des vitraux de Petit-Gérard, l’église dispose également une verrière patriotique commémorant les morts français de la Première Guerre mondiale, réalisée en 1924 par la maison Ott Frères. Enfin, la baie d’axe a été remplacée en 1953.